# Leigné-sur-Usseau
Leigné-sur-Usseau – miejscowość i gmina we Francji, w regionie Nowa Akwitania, w departamencie Vienne.
Według danych na rok 1990 gminę zamieszkiwały 384 osoby, a gęstość zaludnienia wynosiła 34 osób/km² (wśród 1467 gmin regionu Poitou-Charentes Leigné-sur-Usseau plasuje się na 642. miejscu pod względem liczby ludności, natomiast pod względem powierzchni na miejscu 764.).